# Григорій Синаїт
Григорій Синаїт, преподобний (грец. Γρηγόριος ὁ Σιναΐτης, 1268, Клазомени, Візантія — 27 листопада 1346, гори Странджа, Болгарія) — православний святий, представник пізньовізантійського ісихазму (окрім Григорія Палами і Миколая Кавасіли). Григорій Синаїт жив на рубежі XIII—XIV століть в багатьох монастирях на Кіпрі, на горі Синай, в Єрусалимі, на Афоні та інших місцях. Автор богословських творів.

## Життєпис
Преподобний Григорій Синаїт народився бл. 1268 року в приморському поселенні Клазомени біля м. Смірна (Мала Азія) від багатих батьків. Близько 1290 року він був взятий в полон агарянами і висланий в Лаодикію. Після звільнення преподобний прибув на о. Кіпр, де постригся в чернечий чин. Потім він вирушив на Синайську гору і прийняв там велику схиму. Виконуючи послух кухара та пекара, преподобний був також вишуканим письменником і перевершував всіх в читанні і знанні Священних і отцівських книг. Строгість його життя (піст, чування, псалмоспіви, стояння на молитві) одних приводила в подив, а у інших викликала заздрість. Пішовши з монастиря, преподобний відвідав Єрусалим. Деякий час він жив на о. Крит, а потім обійшов на Афоні всі монастирі і всіх подвижників. Таким чином він увібрав багатовіковий досвід чернечого життя найдревніших монастирів. Лише після цього преподобний Григорій Синаїт побудував собі в усамітненому місці ісихостерій — келію для мовчання і безперешкодних занять розумною молитвою, поєднаною з важкою чернечою працею.
Святий Григорій Синаїт створив вчення, яке лягло в основу усього середньовічного напрямку східного чернецтва, зокрема в основу візантійської містики XIV століття.
Коли Григорій Синаїт приїхав до Афону з Криту, він, як сказано в його «Житії», знайшов лише трьох іноків, знайомих зі справжньої ісехією. Вчення Синаїта було надто суворим, іноді воно навіть суперечило старому устрою монастирського життя.

## Григорій Синаїт та Григорій Палама
Важко сказати, чи був Григорій Палама учнем Св. Григорія Синаїта, але є підстави твердити, що він був його учнем по духу. Проте Палама дещо пом'якшує строго чернечу точку зору Синаїта: він не цурається світу, лише визнає за чернецтвом більше можливостей для спасіння.

## Цитати Григорія Синаїта
- «Коли взявся за діло молитви, тоді слід читати такі книги в яких пишеться про внутрішнє життя, тверезість і молитву.» — Св. Григорій Синаїт.
- «Велику зброю має на ворогів той, хто в молитві тримає плач скрухи, щоб не впасти в самовподобання від молитовної радості». — Св. Григорій Синаїт.
- «Через падіння ми вийшли назовні, повернемося ж до себе, відвертаючись від зовнішнього». — Св. Григорій Синаїт.
- «Вершина православ’я в тому, щоб у чистоті споглядати і знати дві догми віри – себто Тройцю і Двойцю. Споглядати і пізнавати Тройцю в одиниці як незлитну й нероздільну, а Двойцю Христових природ в одній іпостасі, себто єдиного Сина ісповідувати у двох природах і до Воплочення, і після нього, і знати у двох волях – божественній і людській – незлитно славленого». — Св. Григорій Синаїт.